# مايك إل. فراي
مايك إل. فراي (بالإنجليزية: Mike L. Fry)‏ هو منظر أعمال ‏ أمريكي، ولد في 25 أكتوبر 1960 في كانكاكي في الولايات المتحدة، وتوفي في 4 نوفمبر 2012.